# ألكسندر ليمان هولي
ألكسندر ليمان هولي (بالإنجليزية: Alexander Lyman Holley)‏ هو مخترِع ومهندس أمريكي، ولد في 20 يوليو 1832، وتوفي في 29 يناير 1882.

## وصلات خارجية
- ألكسندر ليمان هولي على موقع الموسوعة البريطانية (الإنجليزية)
- ألكسندر ليمان هولي على موقع إن إن دي بي (الإنجليزية)